# 775 (szám)
A 775 (római számmal: DCCLXXV) egy természetes szám.

## A szám a matematikában
A tízes számrendszerbeli 775-ös a kettes számrendszerben 1100000111, a nyolcas számrendszerben 1407, a tizenhatos számrendszerben 307 alakban írható fel.
A 775 páratlan szám, összetett szám, kanonikus alakban az 52 · 311 szorzattal, normálalakban a 7,75 · 102 szorzattal írható fel. Hat osztója van a természetes számok halmazán, ezek növekvő sorrendben: 1, 5, 25, 31, 155 és 775.
Tizenkilencszögszám.
A 775 négyzete 600 625, köbe 465 484 375, négyzetgyöke 27,83882, köbgyöke 9,18545, reciproka 0,0012903. A 775 egység sugarú kör kerülete 4869,46861 egység, területe 1 886 919,088 területegység; a 775 egység sugarú gömb térfogata 1 949 816 390,5 térfogategység.